# Kolegium jezuitów we Lwowie
Kolegium jezuitów we Lwowie – kolegium jezuickie prowadzone we Lwowie w latach 1608-1773. Obecnie mieści się w tym budynku Średnia Szkoła Ogólnokształcąca nr 62 przy ul. Teatralnej 15.

## Ludzie związani z Kolegium
- Adam Zborowski – rektor w r. 1647

### Dobrodzieje kolegium
- Aleksander Stanisław Bełżecki[1]
- Samuel Ożga

### Absolwenci
- Jeremi Wiśniowiecki
- Ignacy Krasicki
- Grzegorz Piramowicz
- Michał Serwacy Wiśniowiecki
- Konstanty Stanisław Mrozowicki

### Uczniowie
- Mikołaj Bazyli Potocki[2]